# Kalikst Horoch
Kalikst Neron Horoch herbu Trąby, baron (ur. 14 września 1800 we Wrzawach, zm. 30 października 1883 w Krakowie), dziedzic dóbr Wrzawskich, oficer, uczestnik powstania listopadowego, założyciel i pierwszy Prezes Towarzystwa Opieki nad Weteranami z 1831 r. w Krakowie.
Pochowany na cmentarzu Rakowickim w Krakowie (kwatera IIIa-zach.-5)

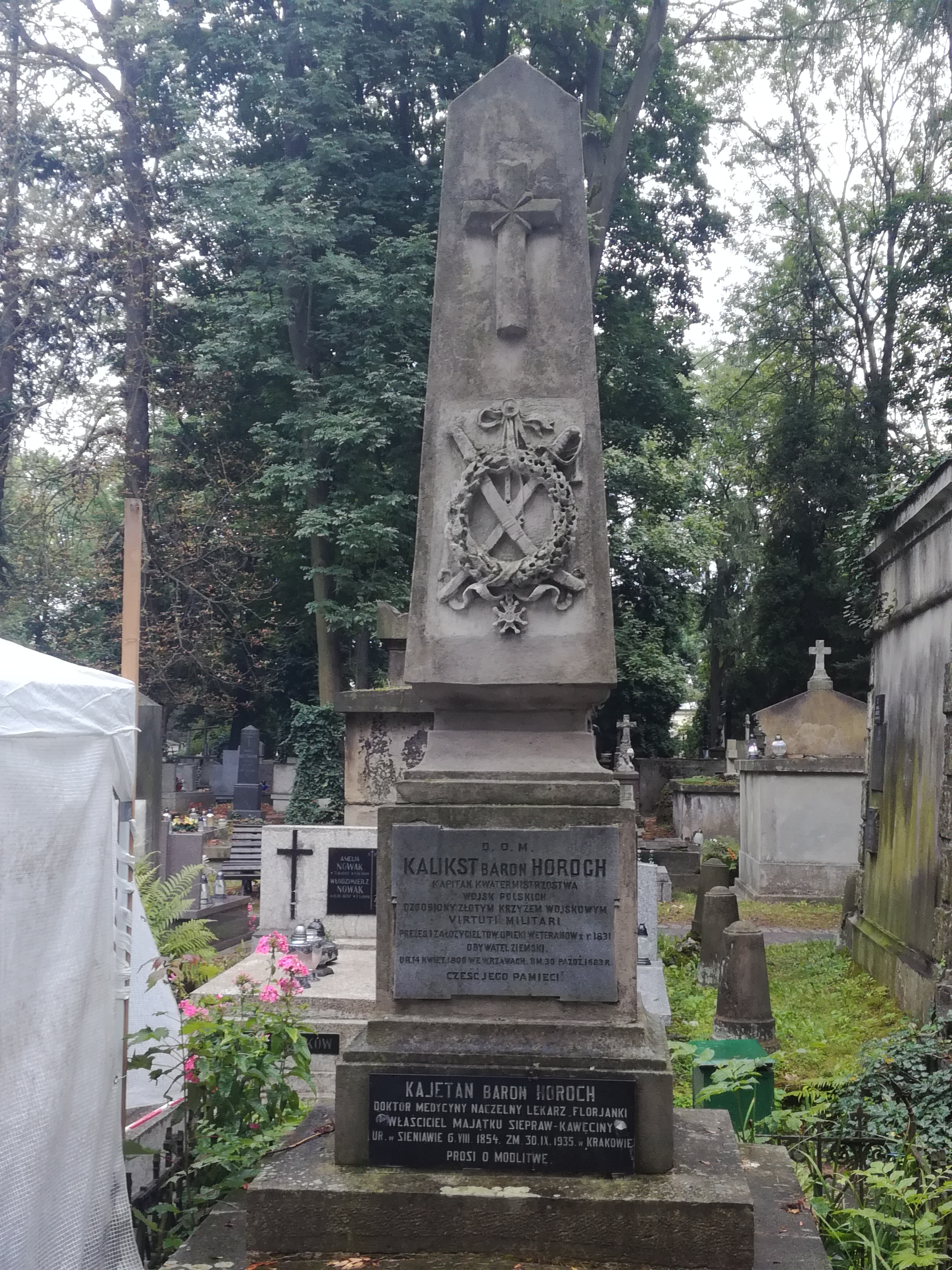
Grób Kaliksta Horocha na cmentarzu Rakowickim w Krakowie